# Dottia effecta
Dottia effecta är en fjärilsart som beskrevs av William Schaus 1911. Dottia effecta ingår i släktet Dottia och familjen tandspinnare. Inga underarter finns listade i Catalogue of Life.